# Antiochos III. Megás
Antiochos III. Veliký (*242 př. n. l. – † 187 př. n. l.) byl králem seleukovské říše v letech 223–187 př. n. l. a významným vládcem z dynastie Seleukovců. Jeho otcem byl král Seleukos II. Kallinikos, starším bratrem a předchůdcem na trůně Seleukos III. Keraunos

## Počátek vlády
Když Antiochos ve věku osmnácti let nastoupil na trůn, procházela seleukovská říše obdobím nestability. Východní provincie Parthie a Baktrie se staly téměř nezávislými a provincie Médie a Persis se vzbouřily proti seleukovské nadvládě.
V roce 221 př. n. l. vedl Antiochos svou armádu proti vzbouřeným provinciím, které se na to poddaly jeho moci. Ačkoliv se mezitím králův bratranec, Achaios, sám prohlásil za krále, obrátil se Antiochos na zpáteční cestě proti Palestině, která byla předmětem sporu mezi Seleukovci a Ptolemaiovci. Během následujících let postoupil Antiochos téměř až na hranice Egypta, avšak v bitvě u Rafie 21. června 217 př. n. l. utrpěl porážku, která ho připravila o všechna předtím získaná území a donutila ho k ústupu do Libanonu.
Antiochos se nyní rozhodl udeřit proti Achaiovi, který se opevnil v Sardách. Po obléhání, které trvalo jeden rok, se zde Achaios nakonec v roce 213 př. n. l. vzdal.

## Válka s Parthy a Egypťany

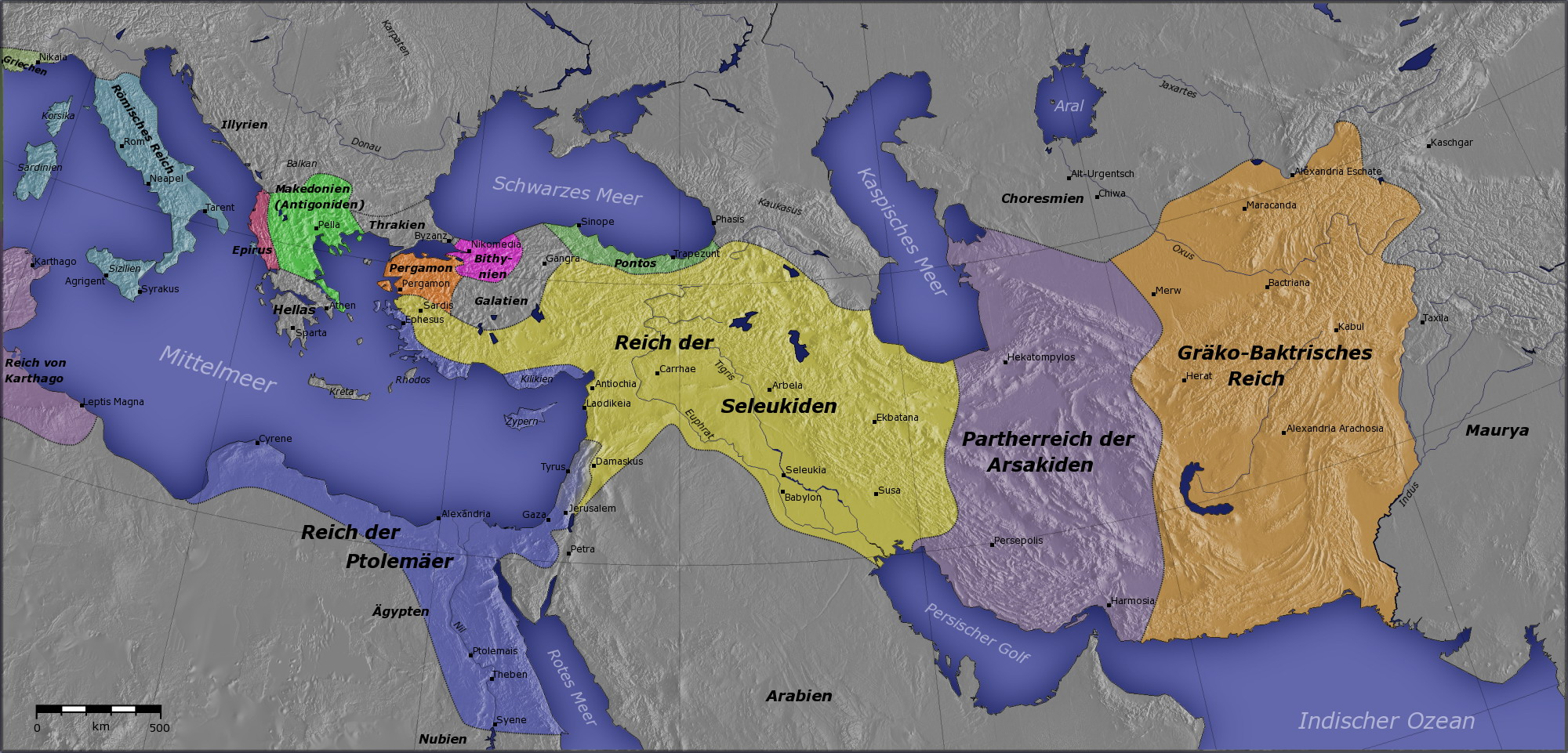
Říše diadochů před začátkem válek s Římany
kolem roku 200 př. n. l.

V dalších letech pokračoval Antiochos ve válečných taženích proti okrajovým částem své říše. V roce 212 př. n. l. si podrobil Arménii. V roce 209 př. n. l. podnikl invazi do parthské říše a dobyl její hlavní město Hekatompylos. Parthskému králi se potom podařilo uzavřít mír. Ve stejném roce vedl Antiochos své vojsko proti Baktrii a oblehl také její hlavní město Baktru (dnešní Balch). Po uzavření míru s baktrijským králem Euthydémem vytáhl po vzoru Seleuka I. Níkátora do Indie a uzavřel tam smlouvu s králem máurjské říše Saubhagasenou.

Seleukovská říše (světle žlutě) v době nástupu Antiocha III. Velikého, tmavě žlutá území představují jeho válečné výboje.

Po tomto jeho nejslavnějším tažení mu byl prý při návratu udělen titul „Veliký“ („Megás“).
Podle jiné rozšířené domněnky však k tomuto přízvisku přišel na základě chybného překladu jeho titulu megás basileus („velkokrál“), které jakožto tradiční označení starých perských králů přijal rovněž.
Tato tažení zanechala trvalý dojem v řeckém světě. Antiochova anabáze byla propagandisticky nanejvýš úspěšně využita, což však mělo jenom nepatrný reálný politický význam.
Když v roce 204 př. n. l. nastoupil na trůn v Egyptě Ptolemaios V. (který byl tehdy v dětském věku), osnoval Antiochos nové plány na dobytí Palestiny. Podnikl nový útok a dosáhl v roce 198 př. n. l. v bitvě u Paneionu při pramenu řeky Jordánu rozhodujícího vítězství, které ukončilo vládu Ptolemaiovců nad Palestinou.

## Porážka od Římanů
Následně si podrobil Antiochos nezávislé řecké obce na pobřeží Malé Asie, kterým předtím poskytovala ochranu právě ptolemaiovská říše a navíc překročil Helespont, aby obsadil Thrákii. Poněvadž ovšem město Smyrna předtím požádalo římskou republiku o pomoc, přivedlo toto opatření seleukovského krále do konfliktu s rozpínajícími se Římany. Když Antiochos poskytl azyl uprchlému kartaginskému vojevůdci Hannibalovi, poradil mu Hannibal, aby vpadl do Řecka.
Tato invaze proběhla v roce 192 př. n. l. a skončila naprostým nezdarem. V následujícím roce utrpěli Seleukovci porážku z rukou Římanů vedených Markem Porciem Catonem starším v bitvě u Thermopyl a po porážce v námořní bitvě u ostrova Chios se Seleukovci stáhli zpět do Malé Asie. Římané je ale pronásledovali a v bitvě u Magnesie (189 př. n. l.) dosáhl Scipio Asiaticus rozhodného vítězství, po kterém získali Římané celou Malou Asii do svých rukou. V mírové smlouvě z Apameie se vzdal Antiochos všech nároků na země západně od pohoří Taurus. Antiochem dříve podrobené východní provincie využily nynější slabosti seleukovské říše k tomu, aby od ní jedna po druhé odpadly. Během pokusu zabránit rozpadu své říše zemřel Antiochos v roce 187 př. n. l. na východě v Lúristánu. Byl prý zabit, když se pokoušel vyloupit jeden chrám, aby tak získal zlato k zaplacení válečných reparací.
Svému nástupci Seleukovi IV. zanechal Antiochos rozvrácenou říši, které zůstaly na západě již jen Kilikie, Sýrie, Palestina a na východě Babylónie a části dnešního Íránu.